# Proteïna surfactant C
La proteïna surfactant C, també coneguda per les sigles en anglès SP-C, és una proteïna codificada en els éssers humans pel gen SFTPC, el qual està ubicat al cromosoma 8 (8p21.3) del genoma humà. Aquesta proteïna es localitza al surfactant pulmonar, sent l'1% de la seva composició. Juntament amb la resta de les proteïnes surfactants SP-A, SP-B i SP-D, (anomenades segons l'ordre cronològic de descobriment), constitueixen el 7-10% d'aquesta substància. La funció principal del surfactant és disminuir la tensió superficial de la interfase aire-aigua als alvèols, evitant,d'aquesta manera, que els pulmons es colapsin al final de l'expiració. És a dir, la SP-C s'encarrega, bàsicament, de la modulació de les propietats físiques de la capa de surfactant sota les dinàmiques condicions que tenen lloc durant el cicle respiratori, millorant l'extensió dels fosfolípids en els espais aeris.

## Composició i estructura

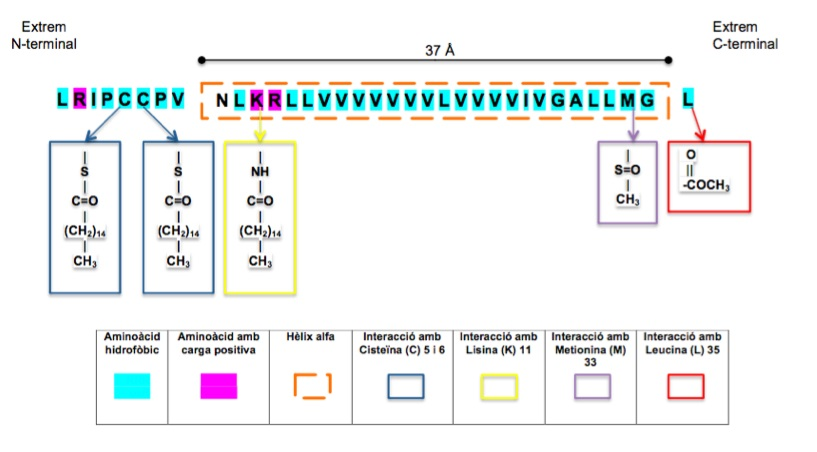
Seqüència d'aminoàcids i estructura de la Proteïna Surfactant C (SP-C)

La proteïna surfactant C forma part del grup de heteroproteïnes, ja que està unida a un lípid amb el qual constitueix una lipoproteïna.
El pèptid és un monòmer format per 35 residus amb una massa molecular total de 4,2 kDa. A partir de la tècnica de l'espectroscòpia de ressonància magnètica nuclear s'observa com la proteïna, en un dissolvent aquós (tal com una solució de cloroform o metanol), adopta una estructura tridimensional definida per una hèlix alfa de 37 Å, la qual és molt regular i rígida. Aquesta hèlix alfa fa referència a dos terços de la proteïna, mentre que la seqüència restant correspon a un segment N-terminal desestructurat compost pels aminoàcids prolina i cisteïna.
El segment central, de 23 Å de longitud, d'aquesta hèlix alfa és la que dona densitat a la bicapa de dipalmitoilfosfatidilcolina (DPPC) pel seu caràcter hidrofòbic (el 70% de residus que té són no polars). Això és degut a la composició d'alifàtics amb cadenes laterals ramificades, principalment compostes per valines.
Així doncs, la regió de l'hèlix alfa de la SP-C adopta una posició transmembrana en la bicapa.
En resum, l'estructura de la SP-C ve determinada per aquesta sèrie de punts (veure la figura esquemàtica de la dreta sobre la SP-C):
- La posició N-terminal inclou els vuit primers residus de la cadena aminoacídica.
- La SP-C conté una hèlix alfa de 37 Å, estable i regular, que va des del residu asparagina-9 fins al residu glicina-34, ambdós inclosos.
- Mitjançant enllaços tioèsters, una cadena de palmitoil s'enllaça amb la cisteïna-5, i un altre palmitoil amb la Cisteïna-6.
- Una cadena de palmitoil s'enllaça amb la lisina-11 a partir d'un enllaç tipus amida.
- El residu 33 de la cadena d'aminoàcids és la metionina, la qual s'oxida a sulfòxid de metionina.
- En la posició C-terminal, la leucina-35 realitza un enllaç tipus èster amb un metil. Aquest segment C-terminal adopta una orientació transmembrana en la bicapa de fosfolípids.

La formació en els humans de la SP-C prové d'una proteïna secretada a l'espai alveolar, anomenada proSP-C. Aquesta proteïna precursora és codificada pel gen SFTPC situat en el braç curt del cromosoma 8. La proSP-C forma part de la classe de proteïnes de membrana integrals tipus II, la qual consta de 197 aminoàcids amb un pes molecular entorn als 21 kDa. Aquesta proteïna proSP-C presenta una estructura secundària formada per dues hèlix alfa, entre els aminoàcids 134-143 i 183-189. A més, també consta de diverses regions amb una conformació de full plegat beta, observable entre els aminoàcids 91-96, 100-105, 110-116, 121-125 i a l'extrem C-terminal. Destaquem, finalment, la presència de diversos girs en aquesta cadena com els que es troben presents entre els aminoàcids 97-99 i 106-109.

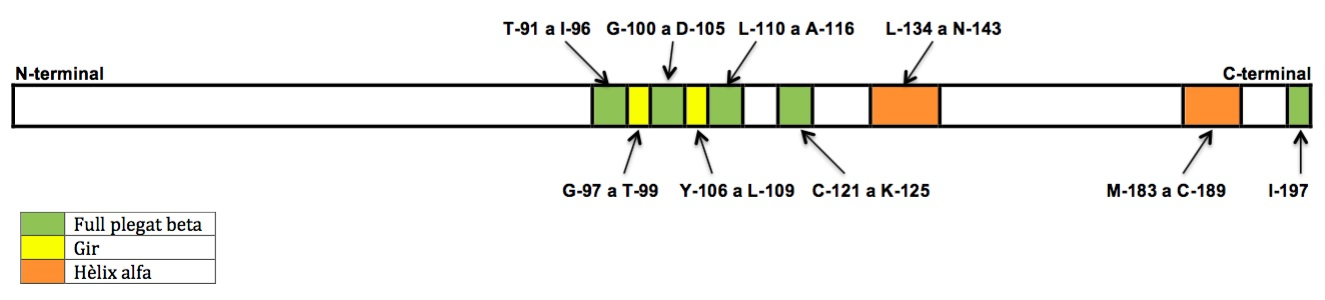
Estructura secundària de la proteïna proSP-C

La producció de SP-C es basa en unes modificacions post-traduccionals a partir de quatre procediments de proteòlisi mitjançant els enzims peptidases sobre la proSP-C, que li confereixen a la proteïna un control de qualitat perquè sigui funcional. Aquest esdeveniment té lloc en compartiments cel·lulars distals a la medial de l'aparell de Golgi que, gràcies al transport vesicular, arriba als cossos laminars del teixit pulmonar on s'emmagatzema fins a la secreció al lumen alveolar. És en aquesta localització, on realitza la seva funció al surfactant pulmonar.

## Localització
La proteïna SP-C és l'única proteïna del surfactant pulmonar que està específicament expressada en el parènquima pulmonar. Concretament, és sintetitzada per les cèl·lules epitelials alveolars de tipus II. La producció s'inicia durant la gestació i la seva concentració s'incrementa a mesura que va avançant correctament l'embaràs.
Durant el procés de biosíntesi i maduració de la proteïna C del surfactant pulmonar, el seu segment transmembrana orienta el C-terminal cap al lumen del reticle endoplasmàtic, mentre que el segment N-terminal queda orientat cap al citosol. L'estudi d'emissió fluorescent de la SP-C indica que el segment N-terminal es localitza a la superficie de les membranes i queda perfectament exposat al medi aquós. Malgrat que l'evidència és encara insuficient, se sospita que aquest segment N-terminal de la proteïna C del surfactant, gràcies a les seves interaccions i conformació, podria realitzar un rol especialment important en la distribució lateral de la proteïna en les bicapes i monocapes de surfactant. Tot i que no s'ha evidenciat en procediments in vivo, l'evidència científica in vitro mostra com la proteïna orienta el carboni terminal cap a la superfície aèria de l'alvèol.

## Funcions
En el surfactant pulmonar hi ha dos tipus de proteïnes; les hidrofíliques i les hidrofòbiques. Les hidrofíliques son la SP-A i la SP-D, aquestes tenen la funció primordial de protecció cap als agents patògens que arriben per inhalació. En canvi, les proteïnes hidrofòbiques,SP-B i la SP-C, són d'utilitat per aconseguir un treball respiratori adequat dins dels alvèols pulmonars.
Més concretament, el rol principal de la proteïna SP-C és ajudar a proporcionar al surfactant les seves propietats biofísiques per a reduir la tensió superficial del líquid en la interfase líquid-aire dels alvèols i estabilitzar, conseqüentment, l'estructura broncoalveolar. Aquesta característica permet estabilitzar el cicle inspiració-expiració i l'òptim funcionament de les vies aèries.
Tot i així, els efectes de la proteïna SP-C en les propietats característiques de la bicapa fosfolipídica del surfactant, no difereixen de la resta de proteïnes transmembrana que constitueixen aquesta substància. Avui dia encara hi ha una porta oberta en la investigació sobre quina és la funció específica que desenvolupa la proteïna C en les propietats del surfactant.
Una altra característica de la SP-C, és que permet el pas de fosfolípids entre les capes de la membrana. Aquesta propietat permet formar pel·lícules de fosfolípids interfacials. Això és degut al caràcter dinàmic associat al segment N-terminal, i la seva capacitat d'interaccionar amb les membranes o monocapes diferents d'on s'insereix la seva part intermembranosa (l'hèlix alfa).
La proteïna C del surfactant és la més específica de les proteïnes del surfactant pulmonar quant a les activitats biofísiques que desenvolupa. S'han realitzat experiments en animals, concretament en ratolins, que demostren que una desactivació genètica de l'expressió del gen per codificar aquesta proteïna, paradoxalment, permet als animals respirar i sobreviure. Tot i així, l'evidència científica mostra que el surfactant d'aquests animals modificats és més inestable amb baixos volums al pulmó i que, per tant, una manca en la proteïna SP-C està estretament lligada amb problemes respiratoris severs en humans.

## Problemes relacionats amb la deficiència de la Proteïna C del Surfactant
El correcte funcionament de la SP-C està relacionat amb el seu procés previ de maduració, a través del qual el seu precursor és modificat per formar la proteïna funcional. En el transcurs del procés de maduració és imprescindible que es cumpleixin els següents requisits:
- La proteïna sintetitzada ha d'estar orientada cap al reticle endoplasmàtic.
- L'ancoratge dels dominis transmembrana han d'estar orientats minuciosament.
- S'ha de produir una conformació apta de les estructures que componen la proteïna.
- Ha d'haver-hi un transport eficient d'aquesta proteïna cap als compartiments intracel·lulars on estigui destinada.

Quan les anteriors directrius no han estat efectuades de manera exacta i encertada, la SP-C no adquireix una conformació madura i es produirà una aglomeració en proporcions estructuralment deficients. Aquest fet afecta directament a la funcionalitat del sistema respiratori de l'organisme, ja què la deficiència d'una maduració òptima de la SP-C dona lloc a una composició anormal de surfactant pulmonar i, conseqüentment, una deficiència respiratòria.
Tal com s'ha mencionat anteriorment, la SP-C en humans és codificada pel gen SFTPC. S'ha evidenciat científicament que les mutacions en aquest gen i/o posteriors maduracions errònies de la SP-C tenen un impacte significatiu en el conjunt de malalties inflamatòries de l'estructura alvèol-intersticial, referenciades com malalties intersticials difuses del pulmó (MPID).
La mutació més comuna d'aquesta proteïna és causada per la substitució de la treonina per una isoleucina (173T) en l'extrem terminal C del pro-SPC. Aquesta mutació afecta a un 30% del total de casos i pot expressar-se de manera molt diferent segons l'individu.
D'altra banda, la deficiència de la proteïna surfactant B ha mostrat estar relacionada amb l'acumulació de la SP-C, donant peu a pensar que la maduració d'aquesta requereix, o bé una interacció o una transformació membranosa promoguda per la SP-B.
La deficiència d'aquesta proteïna és tractada amb hidroxicloroquina però no s'han trobat evidències suficients per demostrar que funciona més enllà de casos aïllats.